# Музей BMW
Музей BMW (нім. BMW Museum) — музей, присвячений історії BMW, розташований в Мюнхені, Німеччина біля будівлі штаб-квартири BMW. У музеї представлена експозиція автомобілів і мотоциклів BMW за всю історію марки.

## Історія
Музей BMW побудований біля підніжжя штаб-квартири бренду, BMW Tower, у формі чотирьох циліндрів (винайденого, зокрема, Ніколаусом Отто, батьком Густава Отто), одночасно з Олімпійським Мюнхенським парком літніх Олімпійських ігор 1972 р. Він був зачинений з 2006 по 2007 рр., щоб збільшити свою площу в п'ять разів із 5000 м² виставкової площі, розділеної на двадцять п'ять виставкових зон, з'єднаних доріжками, для експонування понад 120 змінних робіт (автомобілі, мотоцикли, змагальні машини, двигуни, документи тощо).
21 червня 2008 р. музею був знову відкритий — до приміщень музею додався новий павільйон, який розширив загальну площу музею до 5000 м². Крім автомобілів і мотоциклів минулих років тут виставлені сучасні та концептуальні моделі BMW.

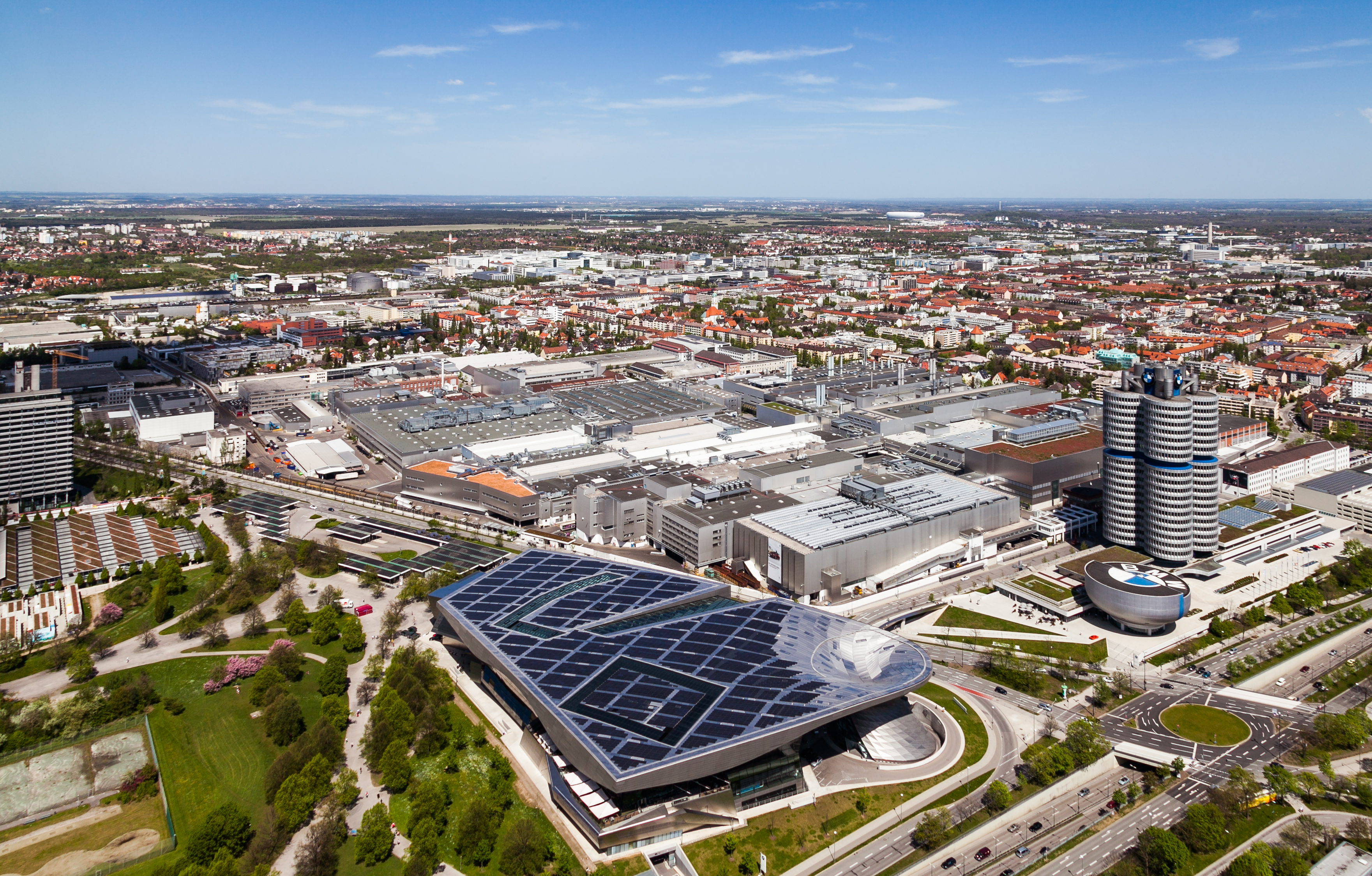
Історичне промислове місце BMW, засноване Густавом Отто в 1911 році
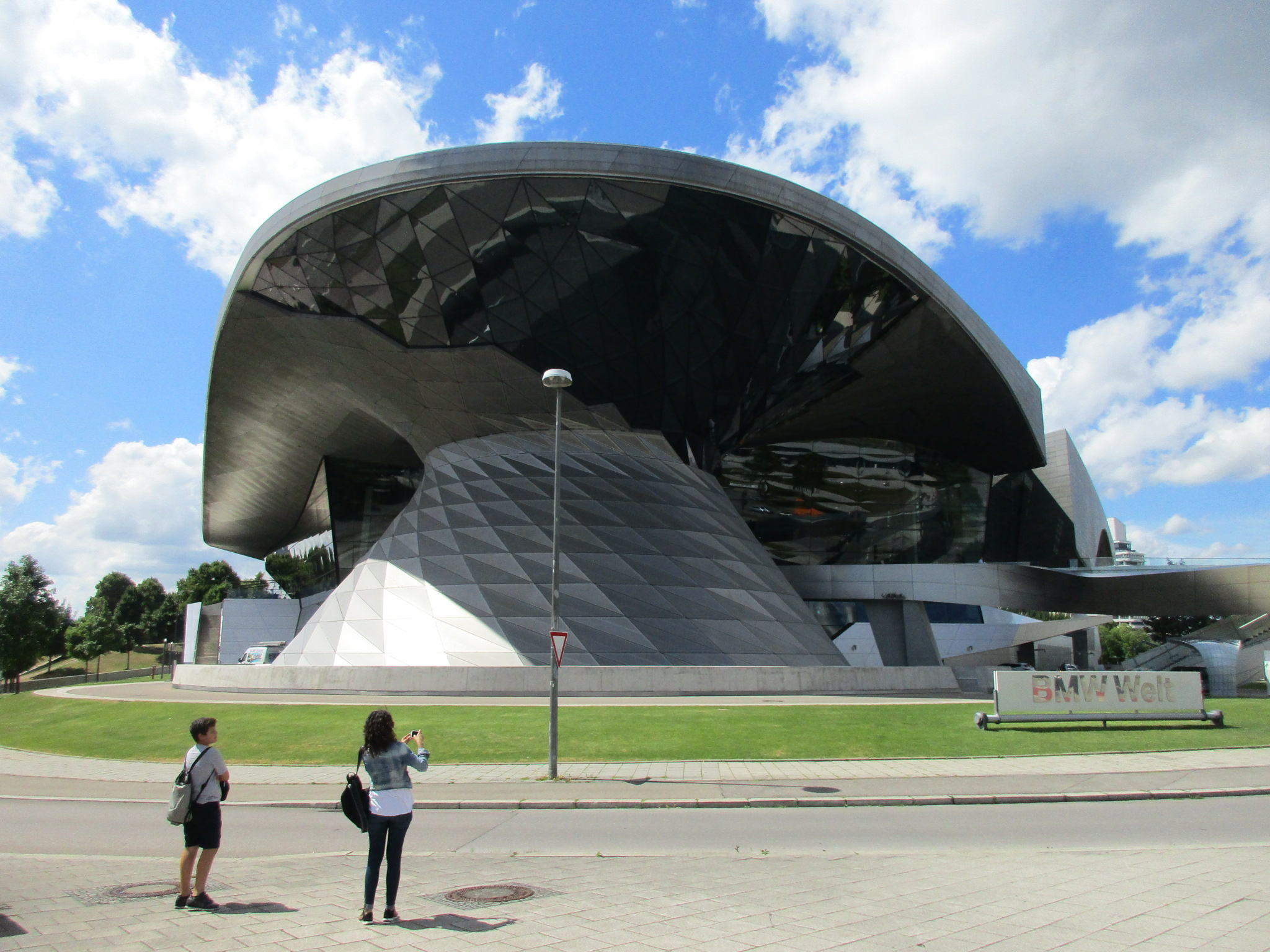
BMW Welt (виставковий зал)
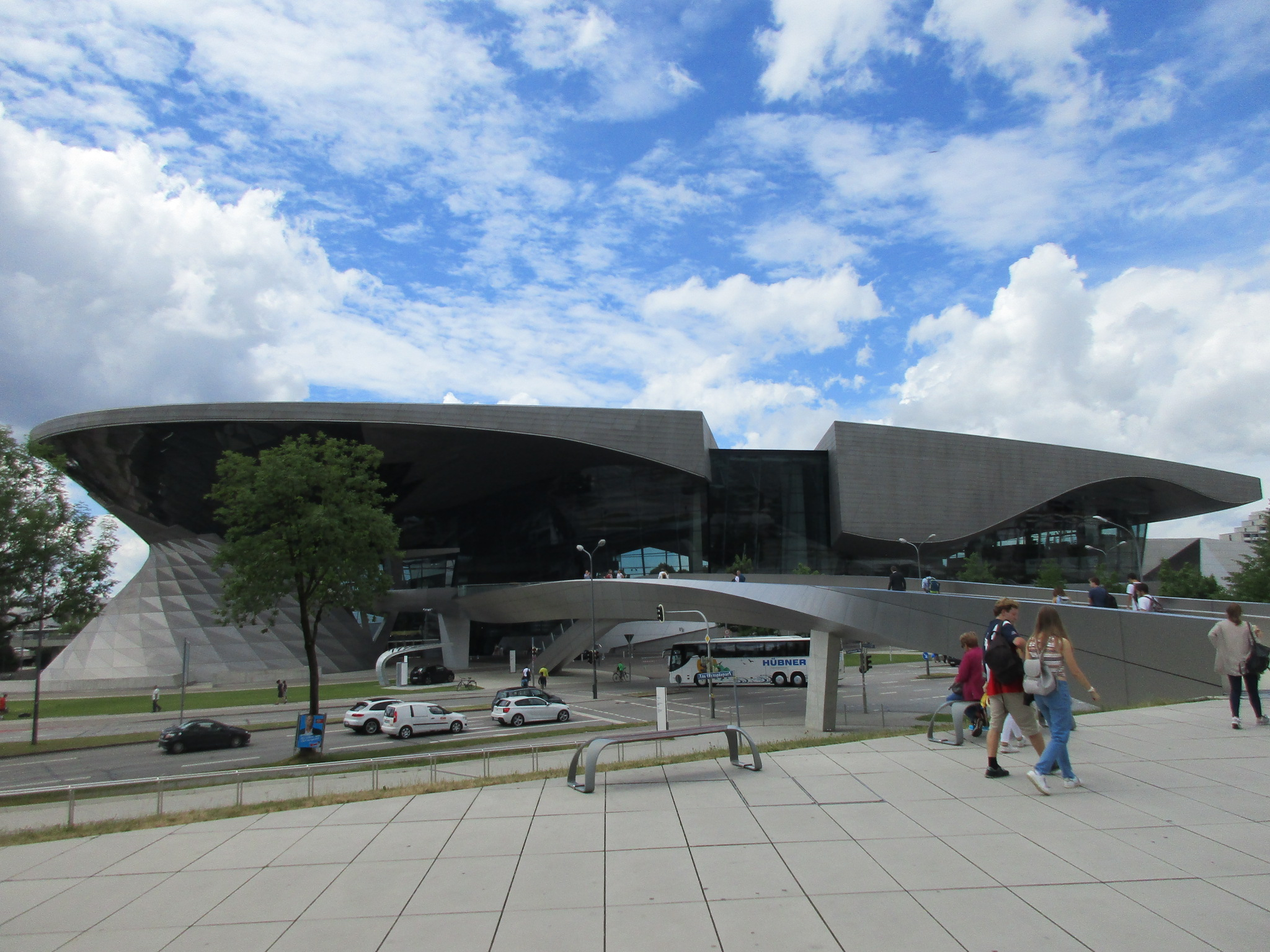
BMW Welt
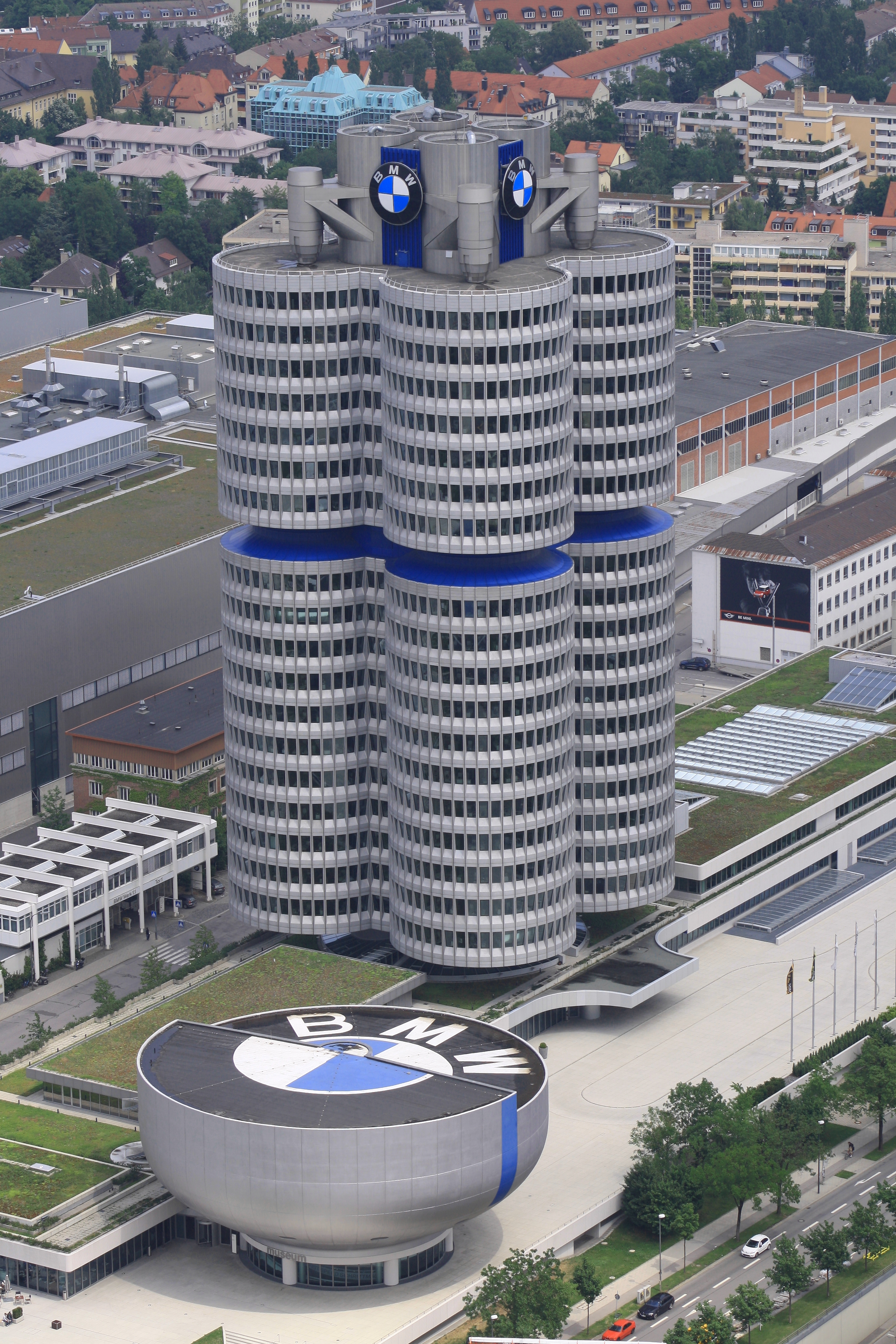
Штаб-квартира / Вежа BMW і музей

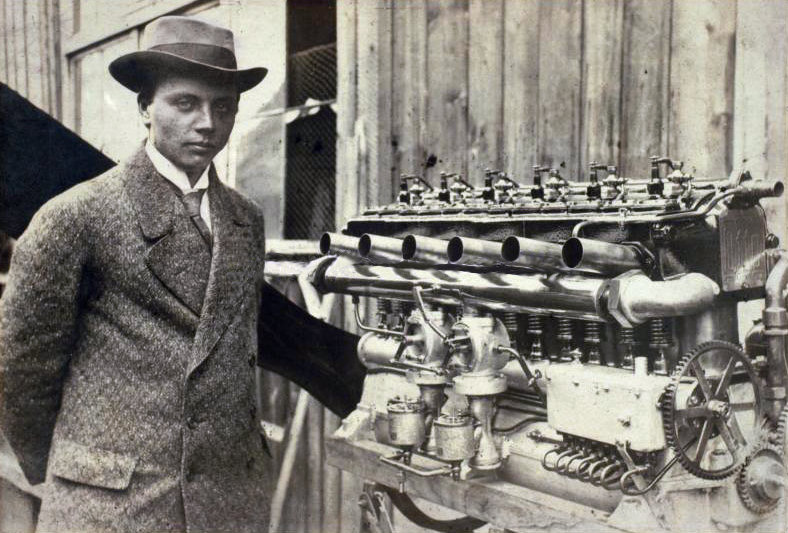
Густав Отто (син спадкоємця Ніколауса Отто), разом із Карлом Раппом заснував BMW у 1917 році
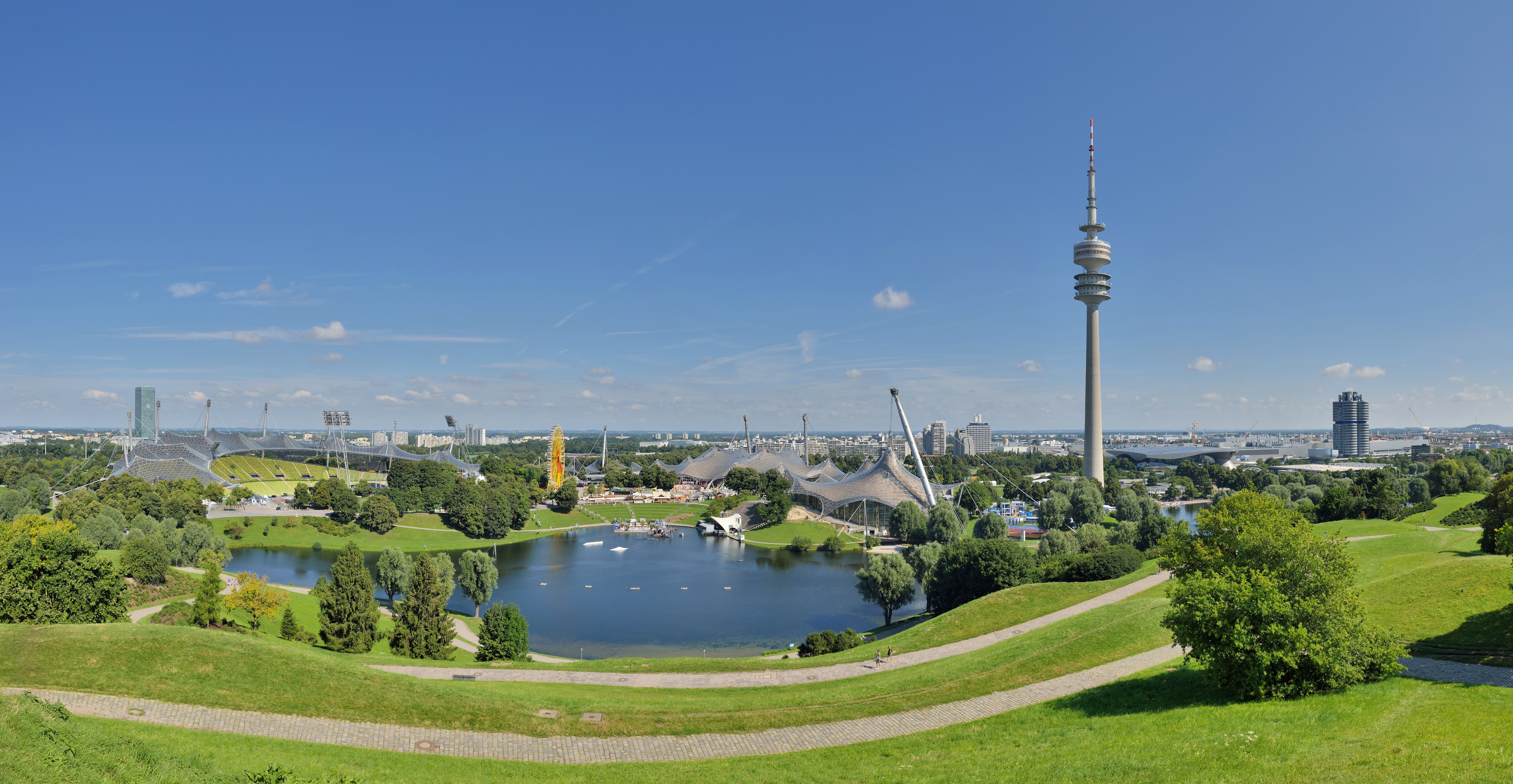
Олімпійський парк у Мюнхені (і вежа BMW) з літніх Олімпійських ігор 1972 року
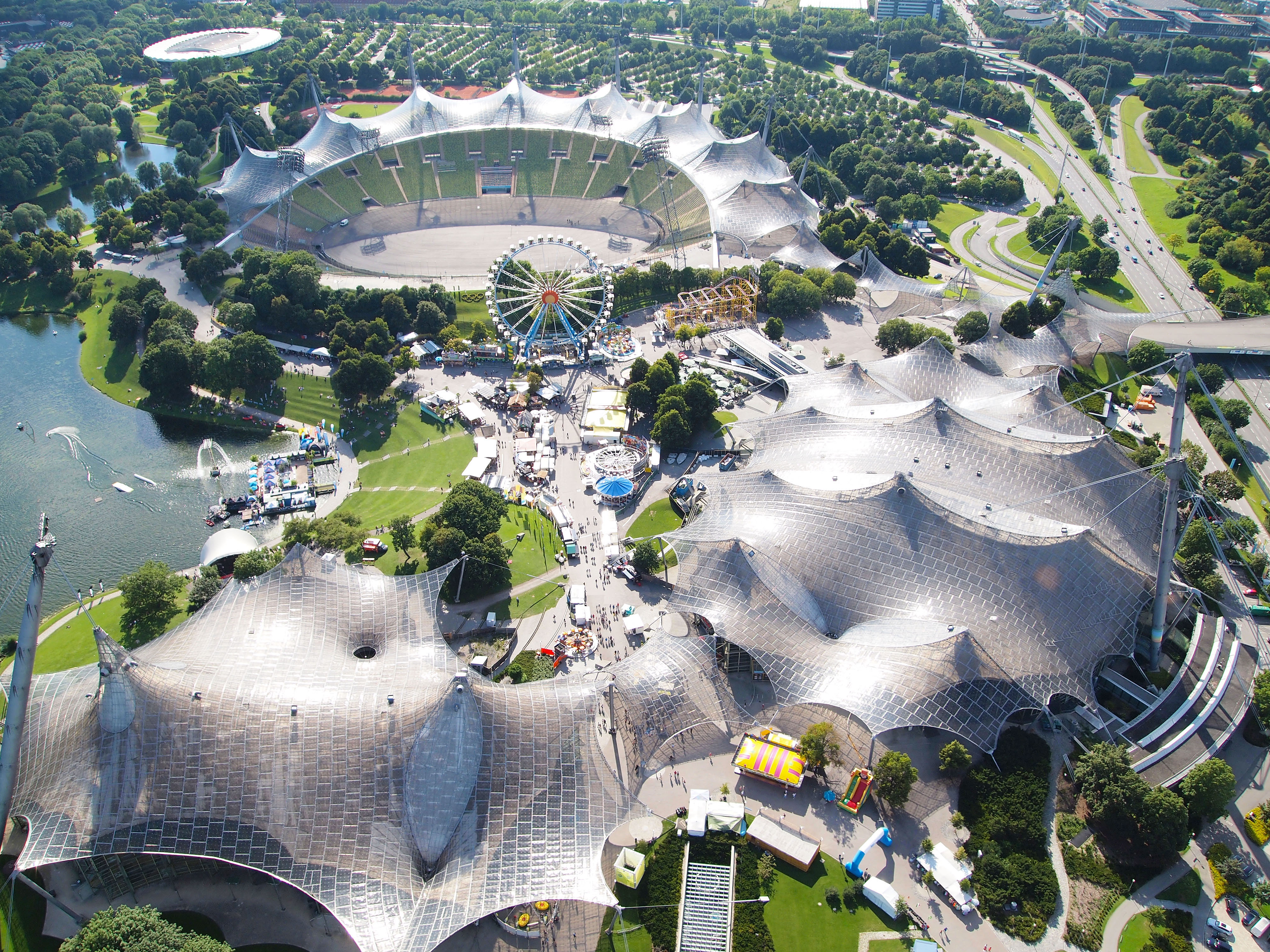
Олімпійський парк Мюнхена

## Архітектура
Цю футуристичну/дизайнерську будівлю з алюмінію «блюдце» (срібна чашка) спроектував австрійський архітектор Карл Шванцер. Кругла основа, яку часто називають «салатником» або «білим казаном», має діаметр 20 м, а плоский дах у формі логотипу BMW (пропелер літака в синьо-білих кольорах Баварії) приблизно 40 м у діаметрі.

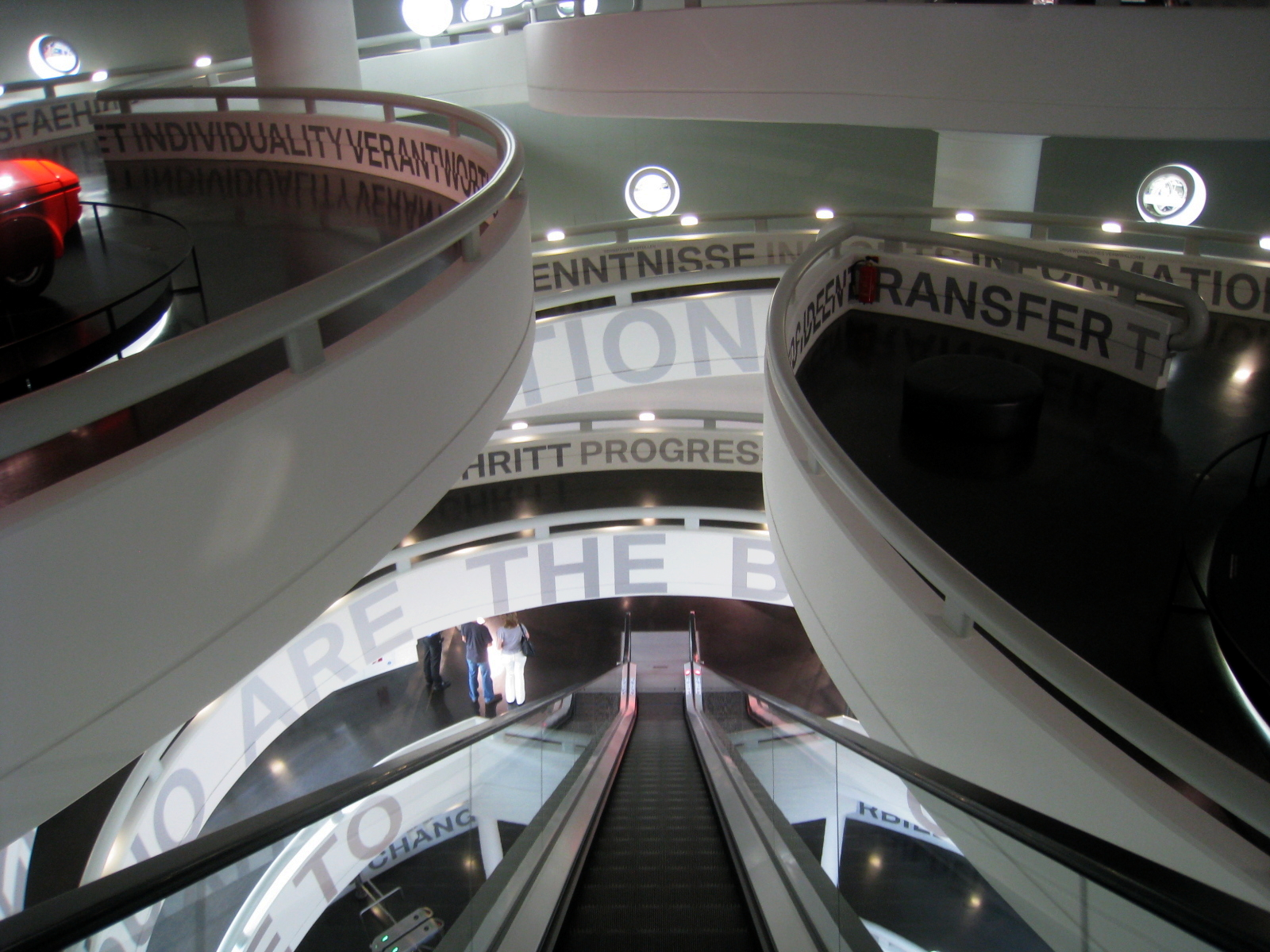
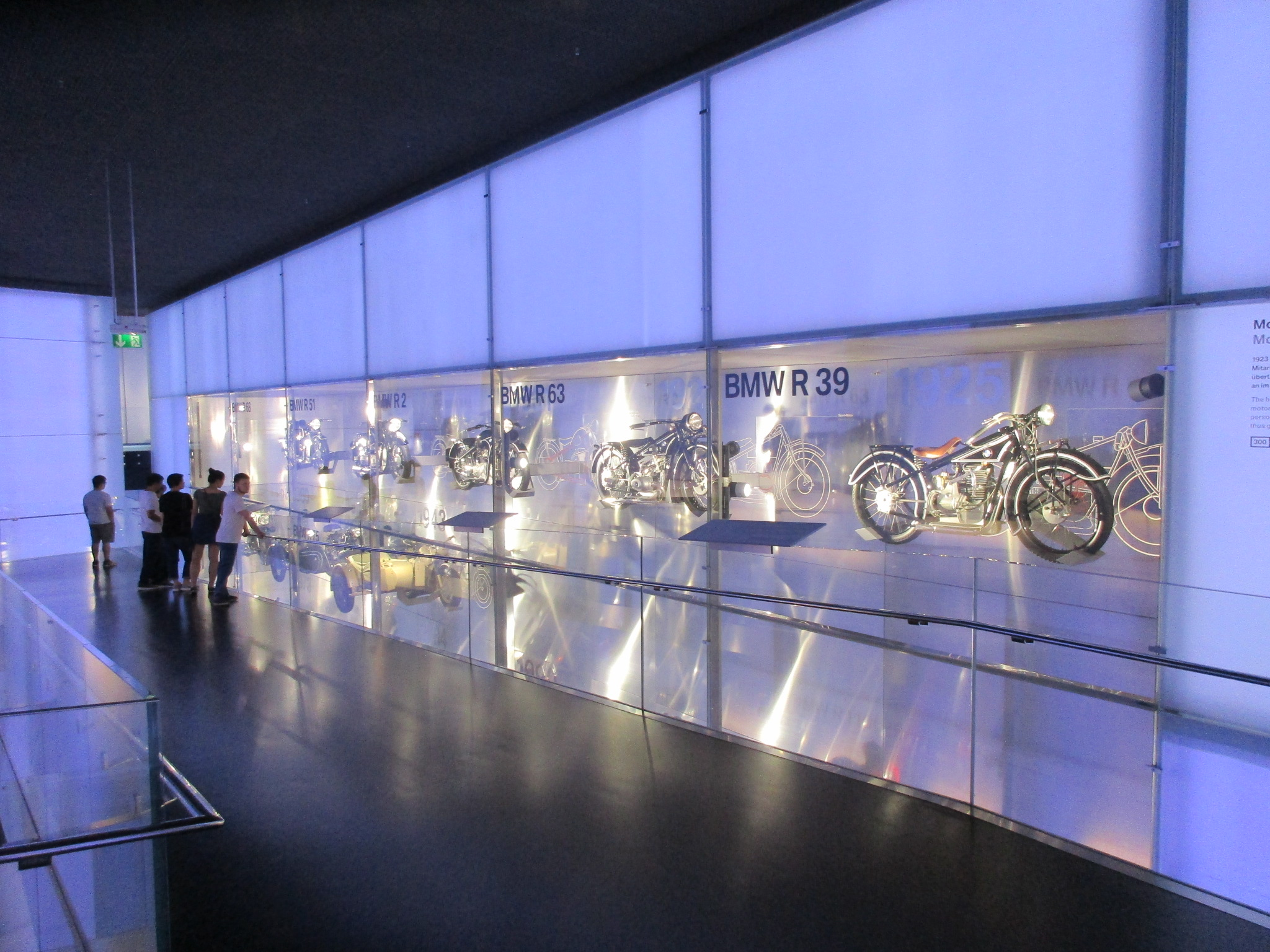
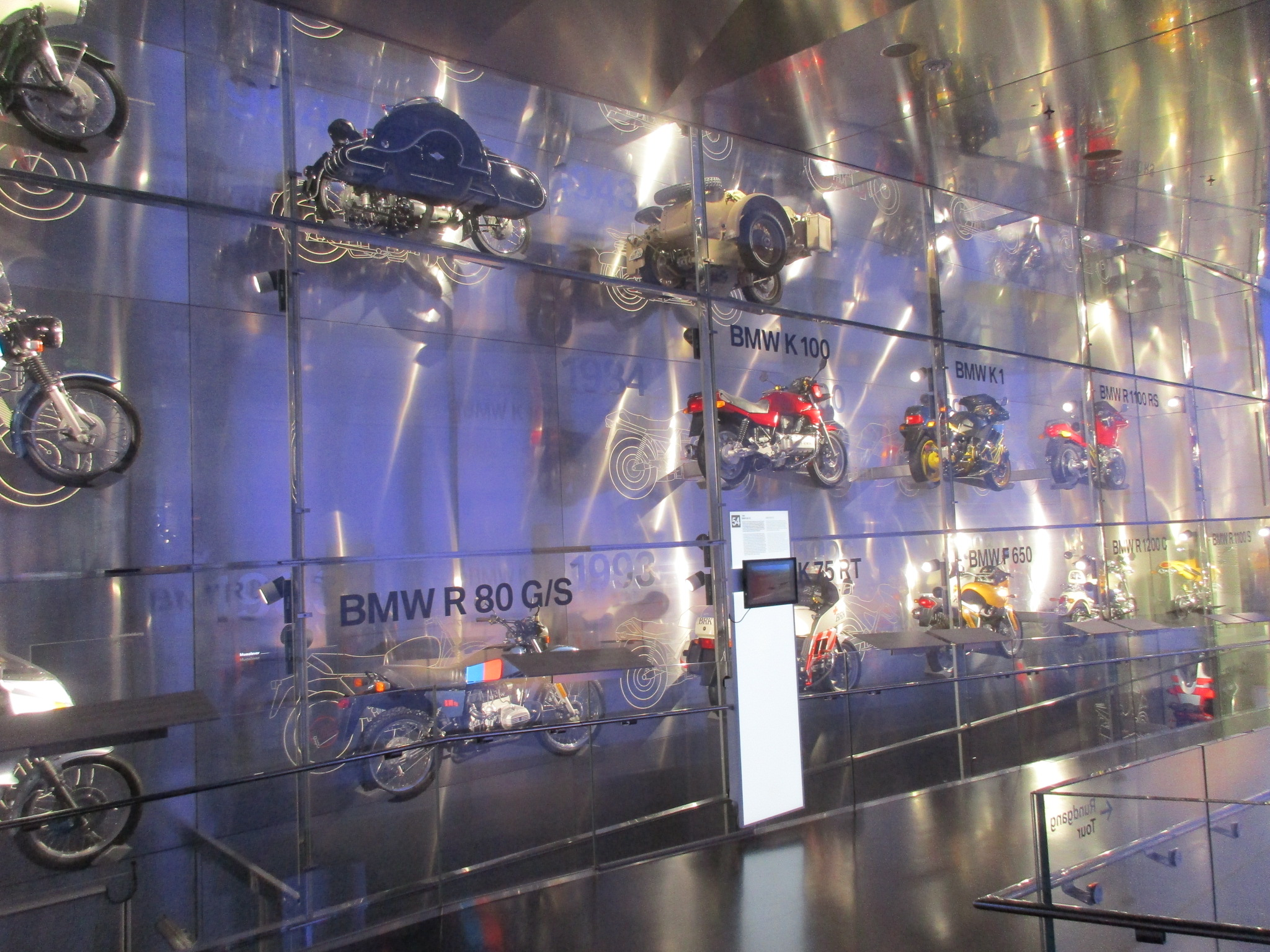
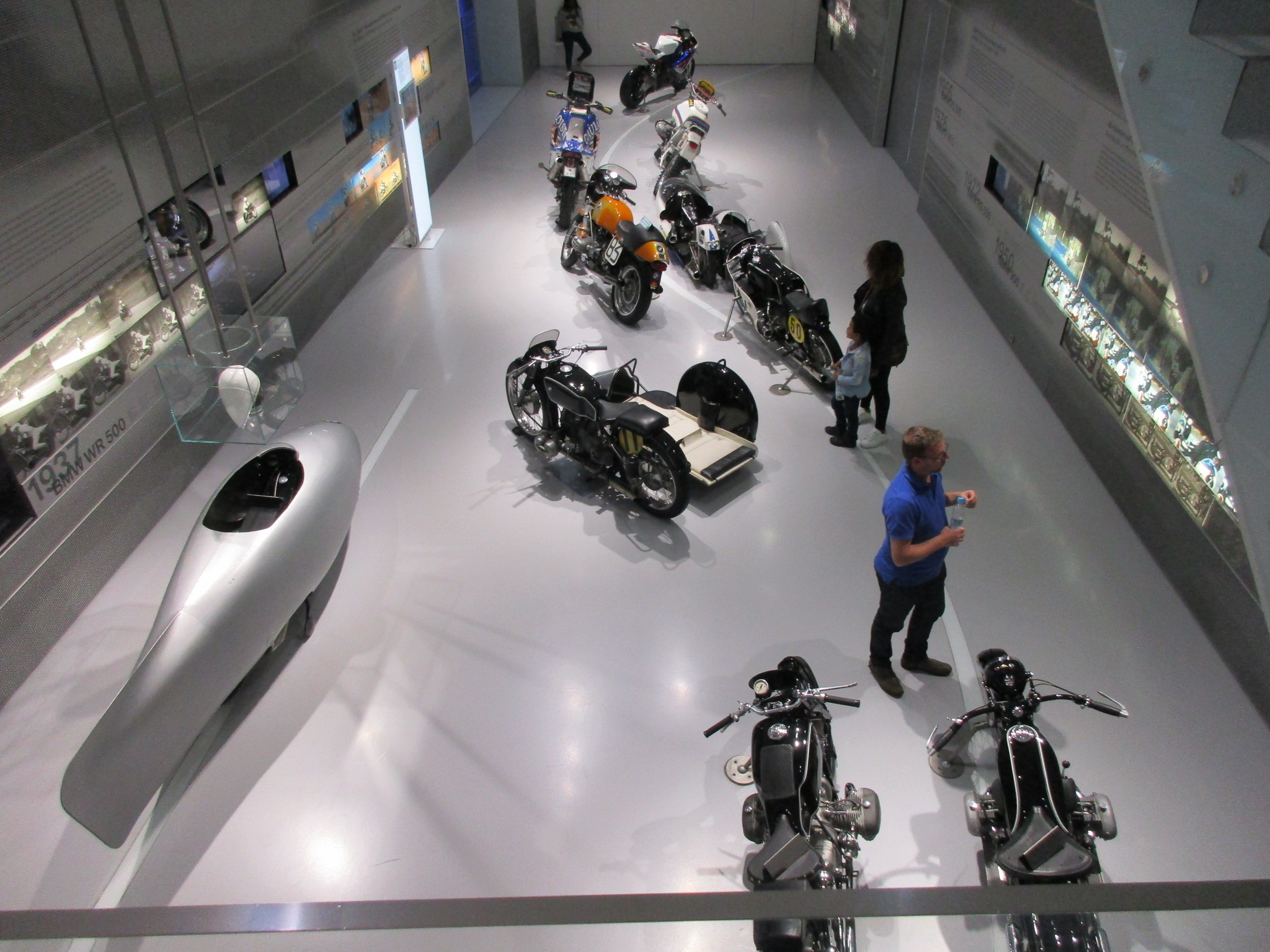

## Відвідуваність
У 2011 році близько 480 000 осіб відвідали музей BMW протягом шести днів відкриття на тиждень. У 2013 році кількість відвідувачів зросла до 560 тис. Це робить музей одним із найпопулярніших музеїв Мюнхена поряд з Німецьким музеєм, палацом Німфенбург і Пінакотекою сучасністю.